# Dans les mailles du filet (film, 1964)
Pour les articles homonymes, voir Dans les mailles du filet et The System.
Pour plus de détails, voir Fiche technique et Distribution.
Dans les mailles du filet (titre original : The System • titre américain : The Girl-Getters ) est un film britannique réalisé par Michael Winner, sorti en 1964.

## Synopsis
Dans la ville balnéaire de Roxham, un groupe de jeunes hommes recherchent à avoir des relations sexuelles auprès des touristes saisonniers. Vers la fin de l'été, le chef du groupe, Tinker, un photographe ambulant, convoite un mannequin issu d’une famille aisée mais à sa grande surprise, il finit par être amoureux. Voyant dés lors les choses différemment, il prend peu à peu conscience que ce ne sont peut-être pas les touristes qui sont utilisés dans leurs jeux sexuels mais son groupe d'amis.

## Fiche technique
- Titre original : The System
- Titre américain : The Girl-Getters[1]
- Titre en français : Dans les mailles du filet
- Réalisation : Michael Winner
- Scénario : Peter Draper
- Photographie : Nicolas Roeg
- Montage : Fred Burnley
- Musique : Stanley Black
- Producteurs : Kenneth Shipman, George Fowler (producteur associé)
- Société de production : Kenneth Shipman Productions
- Sociétés de distribution : British Lion-Columbia Distributors (BLC), Bryanston Films, American International Pictures (AIP)
- Pays de production :  Royaume-Uni
- Langue : Anglais, Allemand
- Format : Noir et blanc — 35 mm — 1,78:1 — Son : Mono (RCA Sound Recording)
- Durée : 93 minutes
- Genre : Film dramatique
- Date de sortie : 
  - Royaume-Uni : 11 octobre 1964

## Distribution
- Oliver Reed : Tinker
- Jane Merrow : Nicola
- Barbara Ferris (en) : Suzy
- Julia Foster : Lorna
- Harry Andrews : Larsey
- Ann Lynn (en) : Ella
- Guy Doleman : Philip
- Andrew Ray : Willy
- John Porter Davison : Grib
- Clive Colin Bowler : Sneakers
- Iain Gregory : Sammy
- David Hemmings : David
- John Alderton (en) : Nidge
- Jeremy Burnham (en) : Ivor
- Mark Burns : Michael
- Derek Nimmo : James
- Derek Newark (en) : Alfred
- Talitha Getty : Helga